# Mechanikai feszültség
Mechanikai feszültség (jele σ) mechanikai, szilárdságtani mennyiség. Egyszerű esetben, tiszta húzásra vagy nyomásra az erő és a rá merőleges keresztmetszet hányadosaként számítható:
{\displaystyle \sigma _{N}={\frac {F}{A}}}
Hajlítás esetén a keresztmetszetben ébredő húzó vagy nyomófeszültség:
{\displaystyle \sigma _{M}={\frac {M}{I}}z={\frac {M}{W}}}
(SI-mértékegysége a Pa, amely igen kicsi mértékegység, ezért a mérnöki gyakorlatban a MPa-t, vagy GPa-t érdemes használni, de használatos az SI bevezetése idején átmenetileg értelmezett N/mm² is).
A képletben M a hajlítónyomaték, I a keresztmetszet másodrendű nyomatéka, z a semleges száltól való távolság. A W Widerstandsmoment a németből származik. Magyarul K keresztmetszeti tényező néven ismerjük.

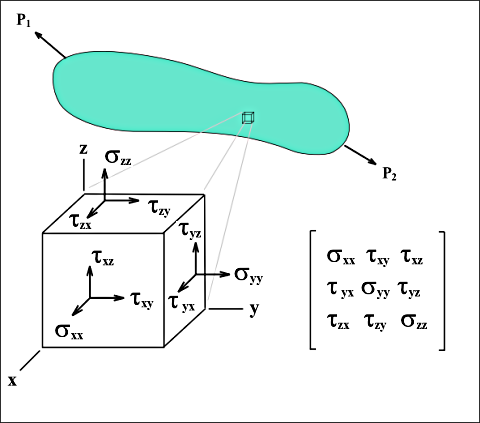
Feszültség tenzor

Általánosabb definíció: mechanikában a feszültség egy testen belüli felületegységre jutó megoszló erő, mely a külső erőhatásokkal tart egyensúlyt. A feszültség másodrendű szimmetrikus tenzor mennyiség és így a térben hat független komponenssel lehet leírni. Egyszerűsített feltevésekkel a feszültséget gyakran térbeli vektorként írják le, ez a mérnöki számításoknál használatos. A feszültségnek csak a kontinuum-modellben van fizikai jelentése, és így szigorúan véve matematikai absztrakció, melyet a következő egyenlettel definiálnak:
{\displaystyle \sigma =E\cdot \varepsilon }
Itt {\displaystyle \varepsilon } a fajlagos nyúlás, amely fizikailag mérhető mennyiség.
A {\displaystyle \sigma _{ij}}  feszültségtenzort az alábbi egyenlettel lehet definiálni:
{\displaystyle dF_{i}=\sum _{j=1}^{3}\sigma _{ij}\,dA_{j}}
ahol {\displaystyle [dF_{1},dF_{2},dF_{3}]} az erő egy kis {\displaystyle [dA_{1},dA_{2},dA_{3}]} felületelemen, ahol az  1,2,3 index az x,y, és z tengelynek felel meg, a felület vektor pedig vektor, mely merőleges a felületelemre, abszolút értéke pedig a terület nagyságával egyenlő.
A feszültség tengelyirányban terhelt vékony rúd esetében a rúdra ható erő és a rúd keresztmetszetének hányadosaként számítható. Síkbeli terhelés vagy térbeli terhelés esetén a feszültséget pontosabban kell definiálni. Egy test belsejében egy P ponton keresztül felvett kis dA felületre ható belső erőt három komponensre lehet bontani: egy merőleges a felületre, a másik kettő a síkkal párhuzamos és egymásra merőleges. A síkra merőleges komponens és a dA felület hányadosa a normális (húzó vagy nyomó) feszültség, melyet általában σ-val jelölnek, a párhuzamos komponensek és a dA felület hányadosa pedig a nyírófeszültségeket adja, melyeket általában τ-val jelölnek.  Ezek a feszültségek átlagos feszültségek, ha a dA felület véges, ha azonban a dA zéróhoz tart, a hányadosok a P pont feszültségéhez tartanak. Általában a feszültség pontról pontra változhat, azonban néhány egyszerű esetben, például egy tengelyirányban terhelt körhenger esetében a feszültség állandó lehet.
A fenti definíció szerint egy pontban a feszültség adott terhelés mellett attól függ, hogyan választjuk meg a síkot, melyet vizsgálunk. Szerencsére igazolható az egyensúlyi feltételekből, hogy bármely síkon ébredő feszültségek számíthatók három egymásra merőleges síkon ismert feszültségekből. A három egymásra merőleges síkot általában az x, y, és z tengelyre merőlegesen választjuk. Mivel mindegyik síkon három feszültség ébred, a feszültségi tenzornak kilenc komponense van, ezek teljesen leírják a pont feszültségállapotát. A Mohr-kör vagy a feszültségi tenzor transzformációjának segítségével a P ponton keresztül felvett tetszőleges síkban ébredő feszültségek kiszámíthatók.
Feszültség folyadékban, gázban és szilárd testekben ébredhet. Nyugvó (ideális) folyadékokban és gázokban csak normális feszültség (nyomás) ébredhet. Reális folyadék áramlása közben nyíró feszültség is felléphet (viszkozitás). A nyomásnak irányultsága nincs, a feszültségnek viszont van. Azonban, a fizikai jelenséget tekintve értékük additív. A reológia tudományában még a nyugvó folyadéknál is értelmezünk feszültséget (ez a plasztikus határfeszültség). Szilárd testekben mind normális, mind nyírófeszültség ébredhet.

## Egyirányú feszültségi állapot
A feszültség fogalmának bevezetése egy egyirányban terhelt "egydimenziós" test (például egy acél huzal) két egyszerű, de fontos megfigyelésén alapult.
1. Ha a huzalt megfeszítik, az megnyúlik. Egy bizonyos határig a megnyúlás arányos a terhelés és a keresztmetszet hányadosával, σ = F/A.
2. Akkor következik be a tönkremenetel, (maradó deformáció, szakadás) ha ez a hányados egy bizonyos kritikus értéket ér el.

Ezek a megfigyelések azt sugallták, hogy az alapvető tulajdonság, mely az anyag alakváltozását és tönkremenetelét okozza, a feszültség, vagyis az erő osztva a keresztmetszettel, mely mentén hat.
A feszültségnek ezt a  σ = F/A definícióját néha mérnöki feszültségnek hívják, és egydimenziós terhelésnél használják. A keresztmetszet, mellyel a számítást végzik, a test terheletlen keresztmetszete. Terhelés közben azonban az A keresztmetszet lecsökken, ahogy ezt a Poisson-tényező leírja. A mérnöki gyakorlat ezt a keresztmetszet csökkenést elhanyagolja. Az anyagok feszültség-megnyúlás görbéje (szakítódiagramja) sok esetben ezt a mérnöki feszültséget használja.
A valódi feszültség a feszültségnek olyan definíciója, mely figyelembe veszi a keresztmetszetnek a terhelés folyamán bekövetkező változását. Ez abban az értelemben valódi, hogy ha megnyújtunk egy anyagot, akkor az a terhelésre merőleges irányban zsugorodik (Poisson-zsugorodás), így a tényleges erő – keresztmetszet hányados nagyobb a lecsökkent felület miatt.
Mérnöki alkalmazások esetén az eredeti geometria ismert, így a számításokat egyszerűbb végezni az eredeti keresztmetszettel, innen a mérnöki feszültség elnevezés. A megkülönböztetés különösen fontos a gumi-szerű anyagok esetében és a rugalmasságtanban, mivel ezekben az esetekben a keresztmetszet változása lényeges. Kis feszültségek esetén a keresztmetszet területe gyakorlatilag nem változik, a valódi és a mérnöki feszültség közelítőleg megegyezik. Mind a mérnöki feszültség mind a valódi feszültség tenzor mennyiség háromdimenziós esetben. Amikor a valódi feszültséget egydimenziósnak (egyirányúnak) tekinthetjük, akkor a σvalódi = σ(1 + ε) képlettel számíthatjuk, ahol ε a fajlagos nyúlás, σ a mérnöki feszültség.
A szakítószilárdság az a feszültség, melynél az anyag tönkremegy egyirányú feszültségi állapot mellett. Folyáshatár az a feszültség, melynél az anyag plasztikus (képlékeny) alakváltozása kezdődik. Arányossági határ az a feszültség, ameddig a Hooke-törvény érvényes (a megnyúlás a feszültséggel arányos). Ezeket az értékeket a szakítóvizsgálat folyamán kísérletileg lehet rögzíteni.

## Síkbeli feszültségi állapot
Vannak esetek, amikor a kis kockára csak egy síkban lévő feszültségek hatnak (például egy vékony lemez esetén, melyet síkjában terhelnek), és a kis kockát képzeletben úgy vágjuk ki, hogy egyik lapja a lemez síkjával párhuzamos legyen. Megjegyzendő, hogy ugyanaz a test egy-, két- vagy háromdimenziósként modellezhető, a terhelésektől és a felvett koordináta-rendszertől függően.
A síkbeli feszültség kétdimenziós feszültségi állapot. Ilyen állapot van a síkjában terhelt lemezben vagy hajlított rudakban. Egy elemi kocka lapjain x és y irányban fellépő feszültségeket ábrázolja. Nincsenek feltüntetve az átellenes lapokon ébredő feszültségek és a külső terhelések. A kis kocka egyensúlyából következik, hogy a csúsztatófeszültségek (nyírófeszültségek) az egymásra merőleges lapokon egyenlőek, ezért a síkbeli feszültségi állapot három feszültségkomponenssel írható le (σx, σy, τxy). A síkokra merőleges feszültségek jelölése rövidített, például a σx a σxx rövidítése.

### Sík feszültségi állapot főfeszültségei
Cauchy volt az első, aki kimutatta, hogy egy adott pontban mindig lehet találni két egymásra merőleges olyan síkot, melyben eltűnnek a nyírófeszültségek. Ezeket a síkokat fősíkoknak nevezte, a rajtuk ébredő feszültséget pedig főfeszültségnek. Ezek a feszültségi tenzor sajátértékei. A Mohr-kör a főfeszültségeknek a grafikus szerkesztésére szolgáló eszköz. A legnagyobb és legkisebb főfeszültségek a tetszőleges síkokban ébredő normál feszültségek maximuma és minimuma. A leggyakrabban használt méretezési elmélet szerint a legnagyobb főfeszültség okozza az anyag tönkremenetelét (maradó alakváltozását vagy törését).

### Mohr-kör

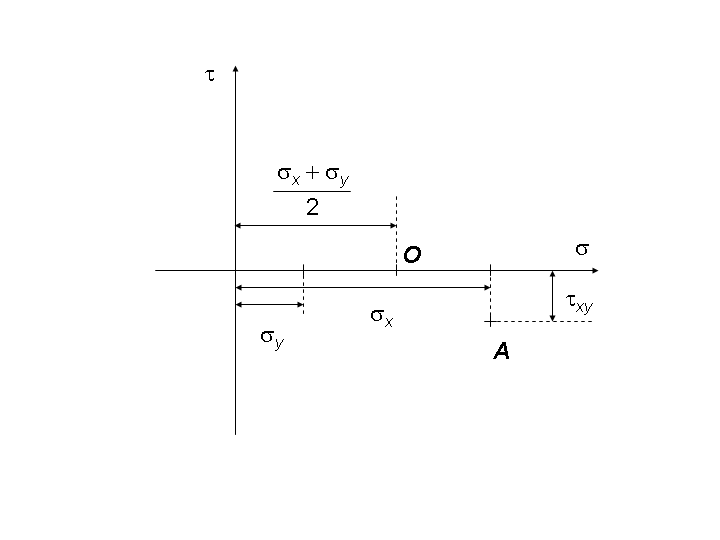
Mohr kör szerkesztése. 1. lépés

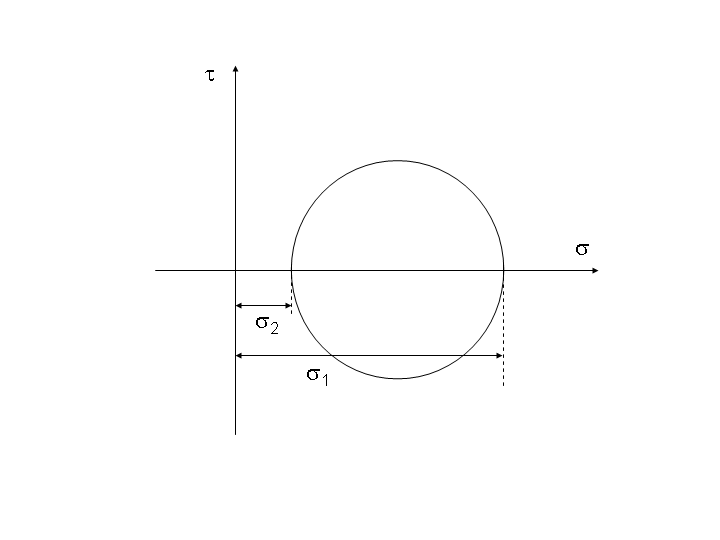
Mohr kör szerkesztése. 3. lépés

A síkbeli feszültségi állapot szemléltetésére Christian Otto Mohr 1882-ben grafikus módszert javasolt. A feszültségi állapot a test egy P pontjában a következőképpen ábrázolható:
1. Rajzoljunk két egymásra merőleges tengelyt, a vízszintes tengelyen mérjük fel a normális feszültségeket (σ), a függőlegesre pedig a nyírófeszültségeket (τ).
2. Rajzoljuk fel az x sík feszültségeinek megfelelő A pontot, melynek abszcisszája (x érték) a σx normál feszültség értéke (a húzás pozitív), ordinátája (y érték) a nyírófeszültség (az óramutató járásával egyező irány a pozitív).
3. Mérjük fel a σy normál feszültséget a vízszintes tengelyre (a húzás pozitív).
4. Jelöljük ki a két normál feszültség O felezőpontját.

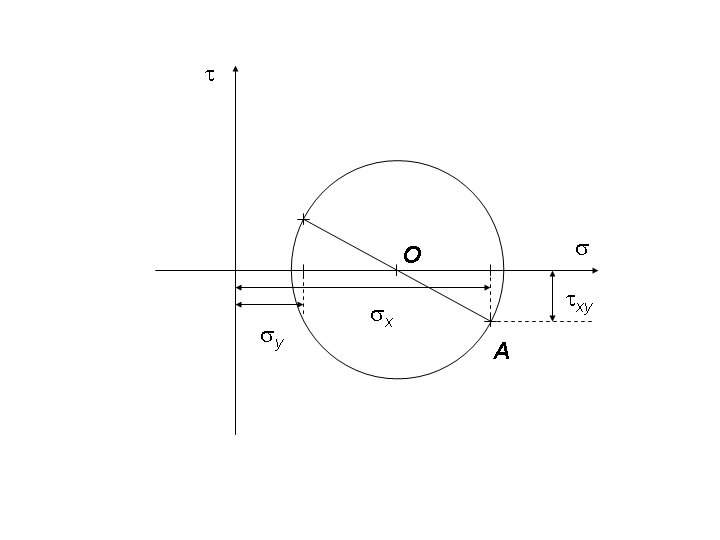
Mohr kör szerkesztése. 2. lépés

5. Rajzoljunk kört OA sugárral, O középponttal.
6. A Mohr-kör kerületének egy pontja a P pontban felvett egy-egy sík feszültségeit mutatja. Fontos pontok azok, ahol a kör metszi a vízszintes tengelyt, mivel ezek felelnek meg a főfeszültségeknek. 
A Mohr-kör módszere térbeli esetben szintén használható. Ebben az esetben a diagramnak három köre van, a körök kölcsönösen érintik egymást, a két kisebb kör a legnagyobbon belül helyezkedik el.
A mérnökök a Mohr-kört a legnagyobb normális feszültség (σmax) és a legnagyobb nyíró feszültség (τmax) meghatározására használják. A különböző tönkremeneteli elméletek szerint ezeket a maximális feszültségeket a megengedhető feszültséggel összehasonlítva megállapítható, hogy kellő biztonsággal méretezték-e a szerkezetet.